# 시카고 극장

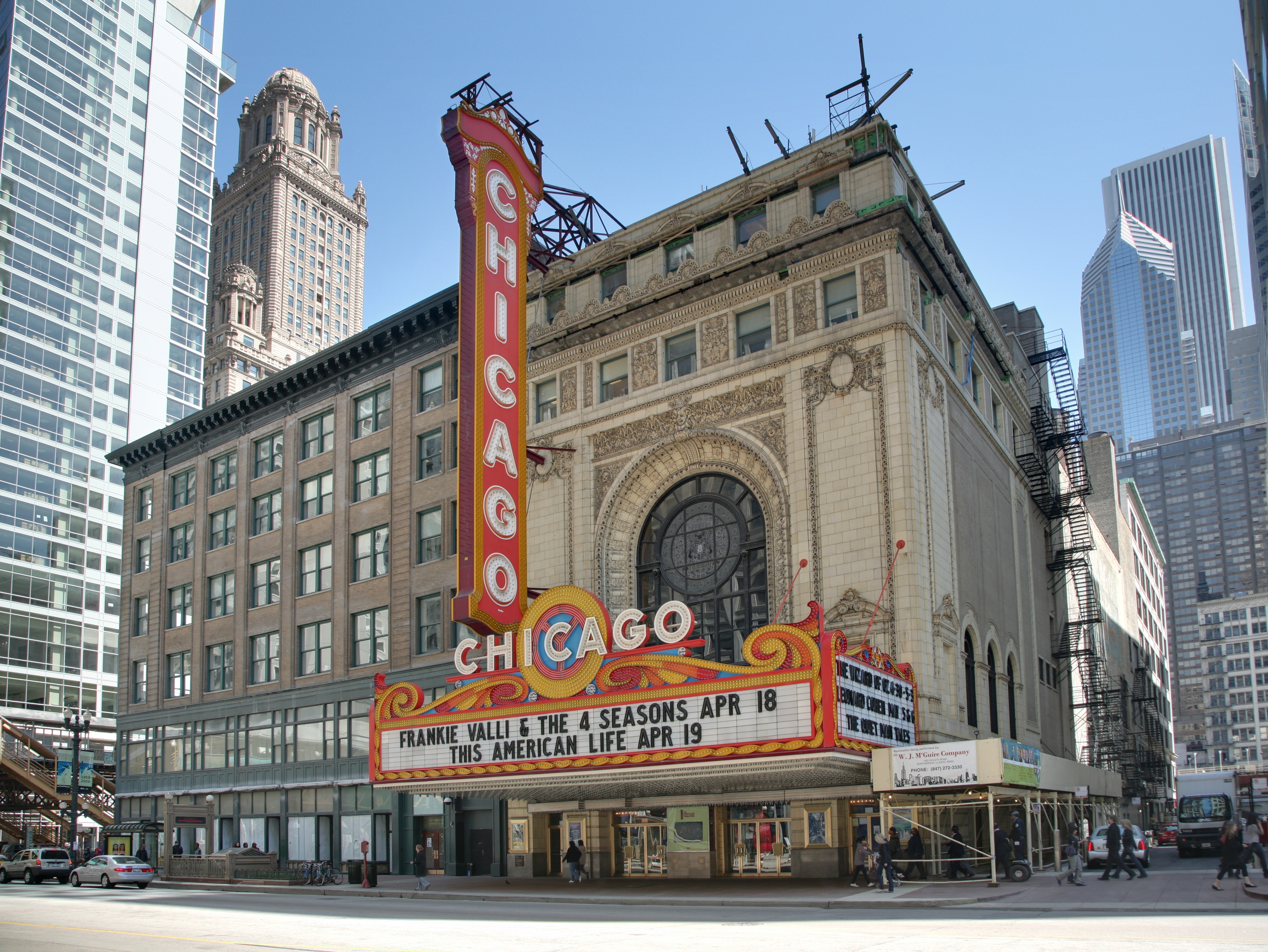
시카고 극장

시카고 극장(Chicago Theatre)은 미국 일리노이주 시카고에 있는 극장이다.

## 개요
원래 이름은 발라반 앤드 캣츠 시카고 극장(Balaban and Katz Chicago Theatre)이었다. 루프 지역에서 노스 스테이트 가에 위치하고 있다. 1921년 지어졌다. A. J. 발라반과 바니 발라반, 샘 캣츠가 운영하는 발라반 앤드 캣츠 그룹의 주요 극장으로 사용되었다. 1925년부터 1945년부터 시카고 극장은 영화관으로 주로 사용되었다. 현재, 매디슨 스퀘어 가든 컴퍼니가 소유 및 운영하고 있으며 영화 뿐만 아니라 연극, 연설, 콘서트, 마술 쇼 등도 이루어진다.
1979년 6월, 건물은 미국 국가 사적지로 등록되었으며, 1983년 1월 28일 시카고 랜드마크에 이름을 올렸다.